# Verschleißgrad
Der Verschleißgrad (englisch wear level) ist ein Maß für die Abnutzung eines Akkumulators (z. B. in Laptops). Er gibt den Unterschied zwischen der maximalen werksseitigen Kapazität des Akkumulators und der aktuell maximal möglichen Ladekapazität an.

## Maß des Verschleißgrads
Ein fabrikneuer Akku hat im Normalfall einen Verschleißgrad von 0 Prozent; dies ist allerdings nur ein theoretischer Wert. Das bedeutet, er wird beim Laden mit voller Kapazität aufgeladen und kann dann die gesamte Leistung wieder abgeben. Da Akkus mit der Zeit sowie durch Hitze, häufige Benutzung, mangelnde Pflege und unsachgemäße Lagerung an Leistungsfähigkeit verlieren, steigt der Verschleißgrad an.
BeispielEin neuer Akku hat eine Kapazität von 4000 mAh. Bei einem Verschleißgrad von 10 % kann er nur noch mit 90 % seiner werksseitig angegebenen Kapazität, in diesem Fall mit 3600 mAh, geladen werden. Dann ist der Akkumulator voll; die restlichen 10 % Kapazität sind nicht mehr nutzbar.

## Abhängigkeit von der Art des Akkus
Die Höhe des Verschleißgrads hängt stets vom verwendeten Akku-Typ (Lithium-Ionen, Nickel-Cadmium oder Nickel-Metallhydrid) und der entsprechenden Pflege und Beanspruchung ab. Man kann hierbei allerdings keine allgemeingültigen Werte angeben, die Werte schwanken stark, je nach Benutzung und Art des Akkumulators. Ein Akku in einem Laptop kann bei guter Pflege nach zwei Jahren immer noch einen Verschleißgrad von unter 5 % aufweisen, wohingegen ein (schlechter) Akku bereits nach einigen Wochen einen Verschleißgrad von über 20 % aufweisen kann. Um einen hohen Kapazitätsverlust des Akkumulators zu verhindern, sollte man einige Hinweise zur Nutzung des jeweiligen Akku-Typs beachten.

## Ermittlung des Verschleißgrads bei Laptop-Akkus
Zur Ermittlung des Verschleißgrads gibt es unterschiedliche Programme. Bekannte Programme sind „Notebook Hardware Control“ (kurz: NHC – letzte Version vom 28. Dezember 2010) oder BatteryCare. Es gibt auch einige BIOS-Versionen, welche den Verschleißgrad anzeigen. Ganz verlässlich sind diese Werte jedoch nicht. Gerade bei Li-Ionen-Akkus, die mit einer Ladeelektronik ausgestattet sind, schwankt der angegebene Wert vor und nach einer Kalibrierung der Ladeelektronik teilweise erheblich.